# Fritz X

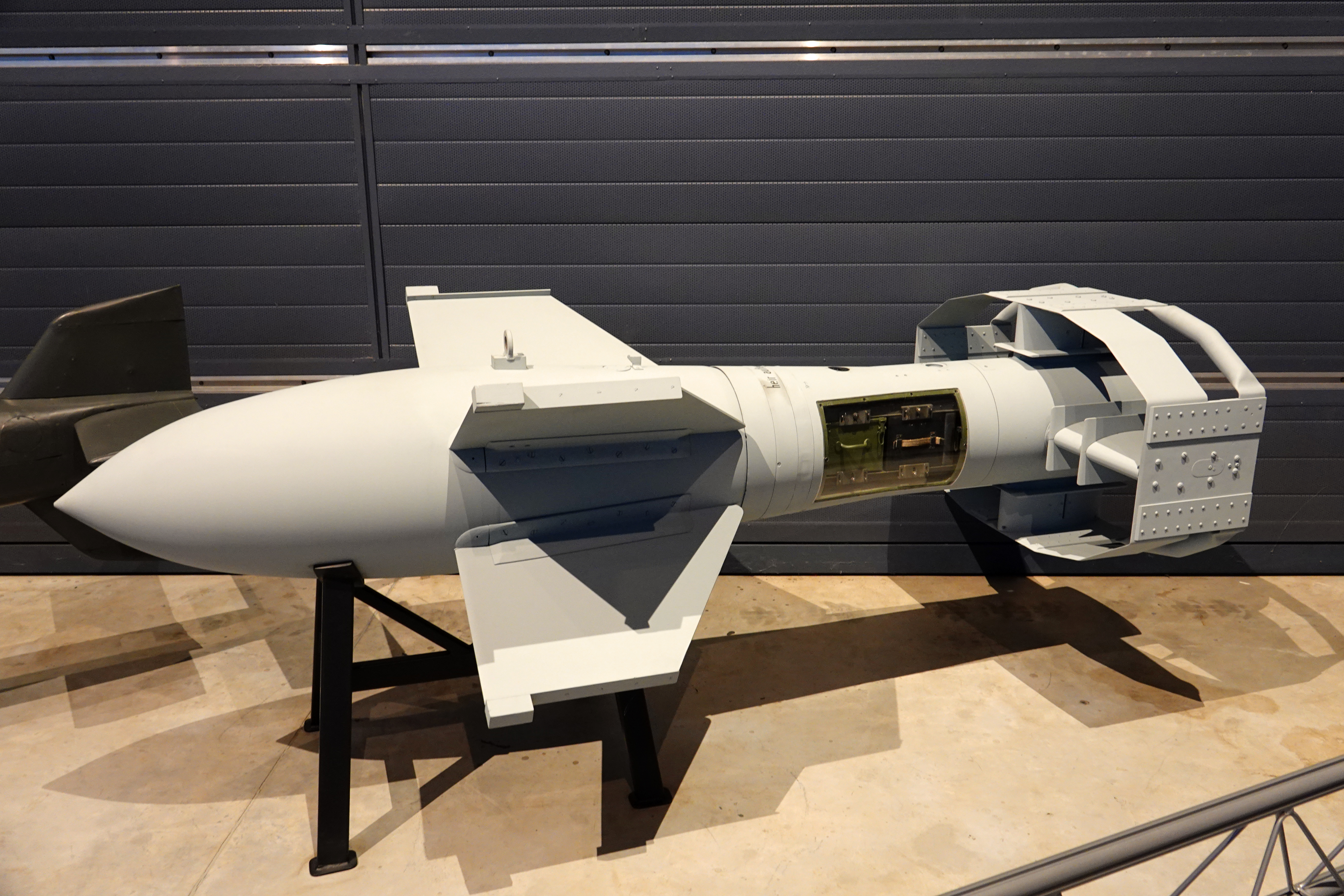
AFritz X, cujo nome oficial era Ruhrstahl SD 1400 X

Fritz X, também conhecido por Ruhrstahl X-1, foi o apelido mais comum de uma Bomba planadora alemã, usado durante a Segunda Guerra Mundial. Fritz X era um nome-código aliado; nomes alternativos incluíam Ruhrstahl SD 1400 X, X-1, PC 1400X ou FX 1400. O último é também a origem do nome "Fritz X". Esta bomba é considerada uma precursora dos modernos mísseis antinavio e "bombas inteligentes". Foi usada em batalha contra embarcações aliadas, tendo sido usada com sucesso; contudo, com o decorrer da guerra, o seu uso foi sendo dificultado pelo evoluir das defesas aliadas.